# 两个确立

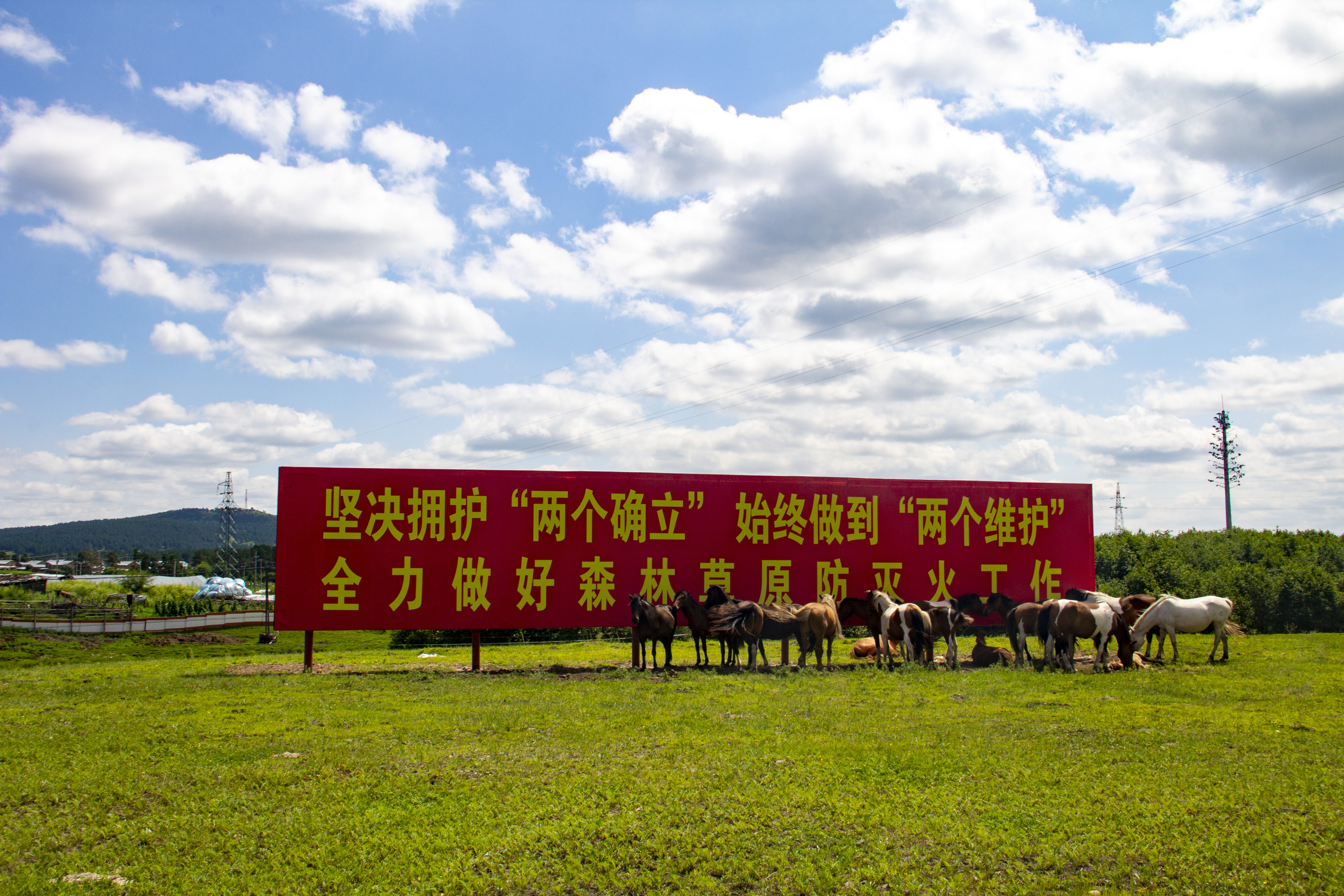
内蒙古自治区红花尔基镇的标语。

“两个确立”是中共中央第十九届六中全会于2021年11月、在中共中央总书记习近平执政期间提出的政治口号，是指“确立习近平同志党中央的核心、全党的核心地位，确立习近平新时代中国特色社会主义思想的指导地位”。
“两个确立”是对2018年提出“两个维护”的发展。外界视为习近平崇拜的一部分，目的是进一步强化习近平作为总书记的党内领导地位。
2021年11月11日，中共中央第十九届六中全会公报指出：“习近平新时代中国特色社会主义思想是当代中国马克思主义、二十一世纪马克思主义，是中华文化和中国精神的时代精华，实现了马克思主义中国化新的飞跃。党确立习近平同志党中央的核心、全党的核心地位，确立习近平新时代中国特色社会主义思想的指导地位，反映了全党全军全国各族人民共同心愿，对新时代党和国家事业发展、对推进中华民族伟大复兴历史进程具有决定性意义。”
2021年11月12日，中共中央召开新闻发布会，中共中央政策研究室主任江金权阐述“两个确立”的内涵，強調「兩個確立」是「時代呼喚、歷史選擇、民心所向」，又說習近平是「當之無愧的黨的核心、人民領袖、軍隊統帥」。有分析認為「兩個確立」是為支持習近平長期執政。